# Red Wing and the Paleface
Red Wing and the Paleface è un cortometraggio muto del 1912 diretto da George Melford. Di genere western, ha come protagonista Carlyle Blackwell.

## Trama
Cacciando, Elmore uccide accidentalmente Red Fox, un indiano di cui è innamorata Red Wing, la figlia del capo tribù. Per vendicarne la morte, gli indiani organizzano un raid che ha lo scopo di catturare Elmore e di portarlo, prigioniero, al campo. Ann, la moglie di Elmore, dopo la cattura del marito, si reca da Red Wing per chiederle di intercedere a favore di Elmore e salvarlo da una morte certa. Ma la donna non perdona: lui ha ucciso l'uomo che amava e ora lei farà uccidere l'uomo amato da Ann. Quest'ultima torna sconsolata dai suoi e racconta al padre di Elmore quello che le ha detto Red Wing. I coloni insorgono, infuriati, prendendo le armi per assalire l'accampamento indiano. Ne segue un aspro combattimento ed Elmore, che stava per essere sottoposto a torture, viene liberato. Red Wing, rendendosi conto che non riuscirà ad avere la sua vendetta, fugge dal campo mentre ancora ferve la battaglia, recandosi sul luogo dov'è morto Red Fox: lì, si uccide, unendosi finalmente all'amato.

## Produzione
Il film, prodotto dalla Kalem Company, fu girato a Glendale, in California.

## Distribuzione
Distribuito dalla General Film Company, il film - un cortometraggio in una bobina - uscì nelle sale cinematografiche degli Stati Uniti il 23 novembre 1912. La Moving Pictures Sales Agency lo distribuì nel Regno Unito il 26 gennaio 1913.